# 堺聖テモテ教会
堺聖テモテ教会（さかいせいテモテきょうかい）は、大阪府堺市西区に所在するキリスト教の教会。教派はプロテスタント (日本聖公会)。建物は大阪都市景観建築賞、堺市都市景観賞を受賞。

## 歴史・概要
1889年 (明治22年)、アメリカの宣教師によって同市市之町に開設。その後長く櫛屋町に所在し、戦後現在地である諏訪ノ森に移された。現在の礼拝堂は1985年 (昭和60年) 12月竣工。設計・施工は竹中工務店。戦前から続く住宅街にあり、狭隘な道路に前面しながら広場を配置したゆとりのあるデザインとなっており、付近住民も使用可能。教会らしくない優しいデザインや周囲の森との調和が評価され、1987年度大阪都市景観建築賞奨励賞と堺市都市景観賞を受賞している。

## 現地情報

### 所在地
大阪府堺市西区浜寺諏訪森東1-65-13

### 交通アクセス
- 阪堺電気軌道阪堺線船尾停留場より徒歩3分
- 南海本線諏訪ノ森駅より徒歩7分